# Carlos Guilherme Fernando, Duque de Brunsvique-Volfembutel
Carlos Guilherme Fernando de Brunsvique-Volfembutel (em alemão:  Karl Wilhelm Ferdinand von Braunschweig-Wolfenbüttel,  Volfembutel, 9 de outubro de 1735 - Ottensen, Hamburgo, 10 de novembro de 1806) foi um príncipe-soberano do Sacro Império Romano-Germânico e um soldado profissional que serviu como Generalfeldmarschall do Reino da Prússia. Nascido em Volfembutel, na Alemanha, foi duque de Brunsvique-Volfembutel desde 1780 até à sua morte. É reconhecido como um mestre de estratégia militar de meados do século XVIII, um déspota culto e benevolente do mesmo molde de Frederico II da Prússia. Era casado com a princesa Augusta, irmã do rei Jorge III do Reino Unido.

## Família
Carlos Guilherme Fernando foi o filho mais velho do duque Carlos I, Duque de Brunsvique-Volfembutel e da princesa Filipina Carlota da Prússia. Os seus avós paternos eram Fernando Alberto II, Duque de Brunsvique-Volfembutel e a princesa Antónia Amália de Brunsvique-Volfembutel. Os seus avós maternos eram o rei Frederico Guilherme I da Prússia e a princesa Sofia Doroteia de Hanôver. Entre os seus tios estava Frederico II da Prússia e a princesa Luísa Ulrica da Prússia, rainha da Suécia.

## Educação e juventude

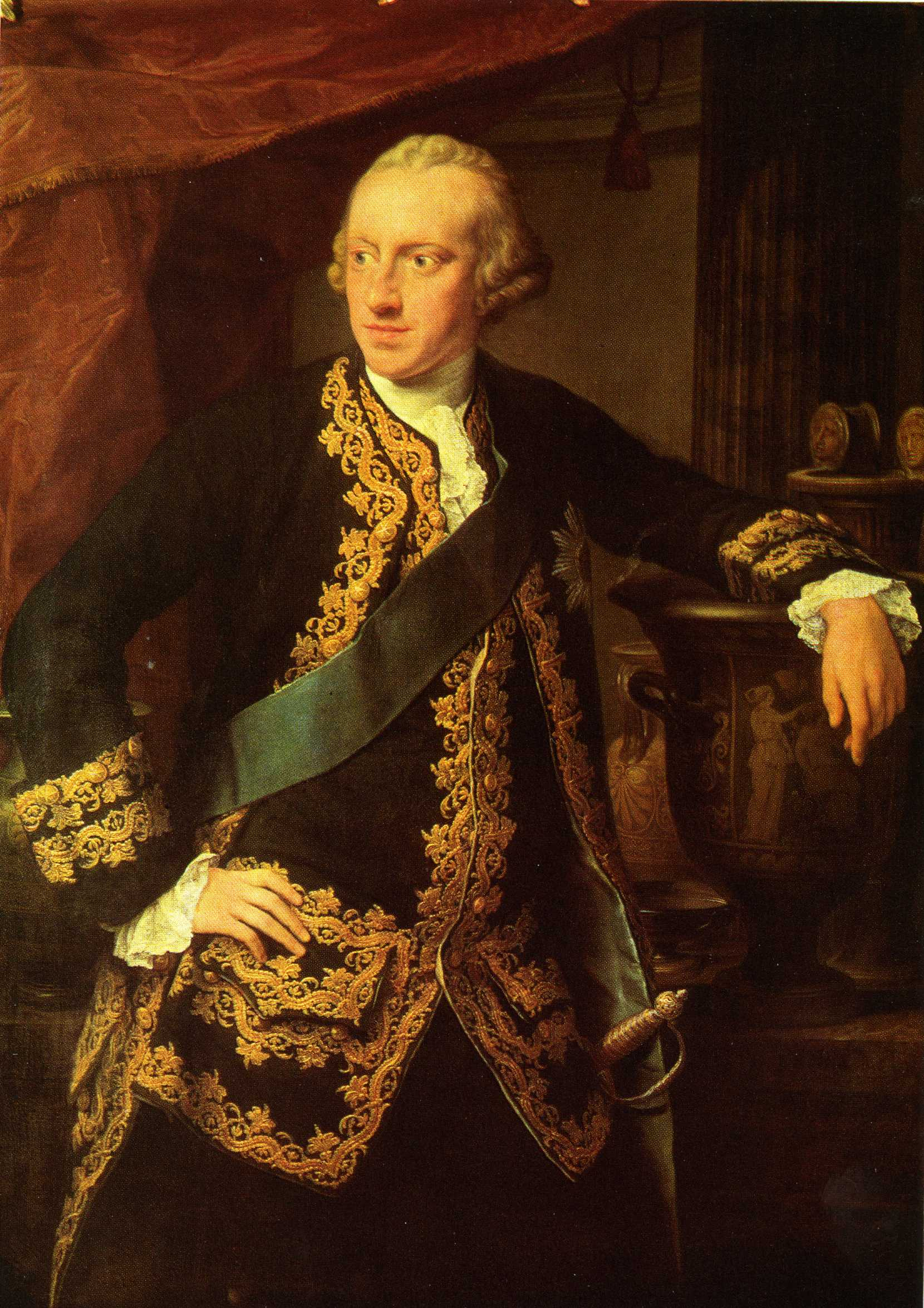
Carlos Guilherme Fernando
Por Pompeo Batoni, 1767
Herzog Anton Ulrich Museum

Carlos Guilherme Frederico recebeu uma educação vasta e aprofundada, algo que não era normal na época, tendo viajado para os Países Baixos, França e muitos estados alemães quando era jovem. A sua primeira experiência militar deu-se na campanha no Norte da Alemanha em 1757 sob as ordem do príncipe Guilherme, Duque de Cumberland. Recebeu grande reconhecimento pela Batalha de Hastenbeck pelo seu desempenho galante como chefe da brigada de infantaria e depois da rendição de Kloster Zeven foi facilmente convencido a continuar na guerra como general pelo seu tio Fernando de Brunsvique que viria a suceder como duque de Cumberland. As proezas do príncipe-herdeiro tiveram ainda mais reconhecimento, fazendo com que ele se tornasse um mestre em estratégia militar de guerras irregulares. Demonstrou ser um excelente subordinado em batalhas campais como Minden e Warburg.
Quando acabou a Guerra dos Sete Anos, o príncipe visitou Inglaterra com a sua noiva Augusta, filha do príncipe Frederico de Gales, e, em 1766, visitou a França, tendo sido recebido tanto pelos seus aliados como os seus antigos inimigos com grande respeito. Em Paris fez amizade com Marmontel. Na Suíça, por onde continuou a sua viagem, fez amizade com Voltaire e, em Roma, onde ficou durante muito tempo, explorou as antiguidades da cidade acompanhado de Winckelmann. Depois de visitar Nápoles regressou a Paris e regressou com a sua esposa a Brunsvique. Os serviços que prestou ao ducado nos anos que se seguiram foram de grande valor. Com a ajuda do ministro Feonçe von Rotenkreuz salvou o estado da bancarrota ao qual este tinha sido levado pela guerra. A sua popularidade não tinha fronteiras e, quando sucedeu ao seu pai, o duque Carlos I, em 1780 não demorou a tornar-se um modelo para os soberanos.

## Reputação
O duque era o típico "déspota esclarecido" do século XVIII cujas características principais eram a economia e a prudência. A sua precaução habitual faziam com que se afastasse frequentemente de reformas estruturais. Levou o Ducado de Brunswick a uma aliança mais próxima com o Reino  da Prússia, pelo qual tinha lutado durante a Guerra dos Sete Anos. Carlos era um marechal de campo prussiano estava a esforçar-se por tornar o regimento do qual era coronel num modelo para os restantes e envolvia-se frequentemente em assuntos diplomáticos e de estado. Parecia-se com o seu tio, Frederico II da Prússia em muitos aspectos, mas faltava-lhe a determinação do rei e, quando se tratava de assuntos militares e civis tinha uma precaução excessiva. Sendo um seguidor interessado da política germânica e anti-austríaca do Reino da Prússia, juntou-se ao Fürstenbund, no qual tinha a reputação de ser o melhor soldado da sua época e estava destinado a tornar-se comandante-em-chefe do exército federal.

## Experiência militar

### Primeira experiência
A primeira experiência militar do príncipe aconteceu durante a Guerra dos Sete Anos, na campanha da Alemanha do norte de 1757 sob as ordens de Guilherme, Duque de Cumberland. Ganhou fama e admiração pelo seu comando da infantaria de brigada.

### Guerras da Revolução Francesa

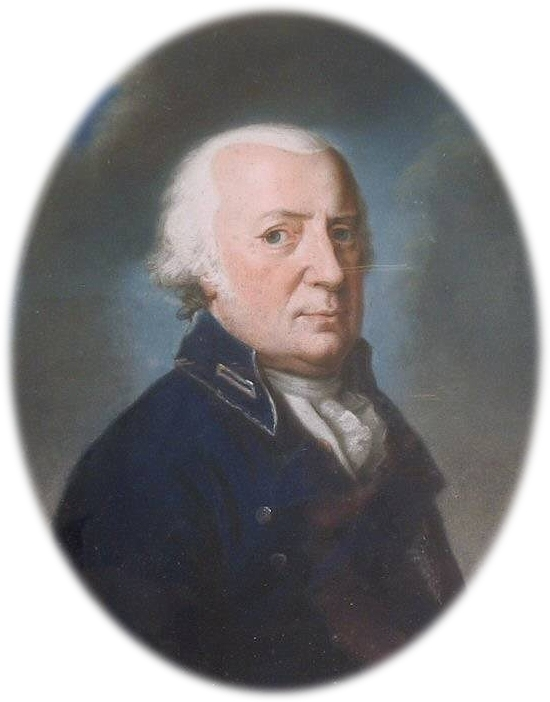
Carlos Guilherme Fernando

No inicio do verão de 1792, Fernando foi colocado junto das forças militares em Coblenz. Depois de os girondinos terem conseguido fazer com que a França declarasse guerra à Áustria, uma decisão votada no dia 20 de abril de 1792, o imperador Leopoldo II, católico, e o rei da Prússia, Frederico Guilherme II, protestante, juntaram os seus exércitos e colocaram-nos sob o comando de Brunsvique,
A "Proclamação de Brunsvique" ou "Manifesto de Brunsvique" que o duque publicou a partir de Coblença no dia 25 de julho de 1792 ameaçava guerra e ruína a qualquer soldado ou civil se os republicanos tocassem em Luís XVI de França ou na sua família. O seu objectivo declarado era:
| “ | Acabar com a anarquia no interior da França, analisar os ataques ao trono e ao altar, restabelecer um poder legal, restaurar ao rei a segurança e a liberdade das quais se encontra privado e colocá-lo na posição de autoridade legítima que a ele lhe pertence. | ” |

O manifesto também ameaçava o povo francês com castigos imediatos caso resistissem ao exército imperial e ao exército prussiano ou à restauração da monarquia. O manifesto foi maioritariamente escrito pelo primo de Luís XVI, Luís José de Bourbon, príncipe de Condé, líder do grande número de émigrés que se tinha aliado aos exércitos.
Foi esclarecido que o manifesto foi, na verdade, publicado contra o conselho do próprio duque de Brunsvique. Carlos, um soberano modelo pelos seus princípios, simpatizava com o lado constitucional da Revolução Francesa e, como soldado, não acreditava no bom termo da guerra. Contudo, ao ter deixado que o documento tivesse a sua assinatura, teve de lidar com todas as suas consequências.
A proclamação tinha como objectivo ameaçar o povo francês para que este se submetesse, mas teve um efeito oposto.
Em Paris, acreditava-se que Luís XVI já estava a trocar correspondência com os austríacos e os prussianos e os republicanos tornaram-se mais poderosos no inicio do verão de 1792. A única coisa que a proclamação do duque de Brunsvique garantiu foi a queda da monarquia. A 28 de julho, o documento já estava a ser distribuído a grande escala em Paris, aparentemente por monarquistas que julgaram mal o efeito que teria. O Manifesto de Brunsvique parece ter dado aos manifestantes uma justificação completa para a revolta que já estavam a planear. A primeira acção violenta aconteceu no dia 10 de agosto, quando o Palácio das Tulherias foi assaltado.

### Depois das guerras da Revolução Francesa
O duque de Brunsvique tinha prestado serviço na Guerra dos Sete Anos e foi nomeado general prussiano em 1773. Depois de ter sucedido no ducado em 1780, foi nomeado marechal-de-campo em 1787 e comandou o exército prussiano que rapidamente e com sucesso invadiu a República das Sete Províncias Unidas dos Países Baixos e restaurou a Casa de Orange-Nassau ao trono. 

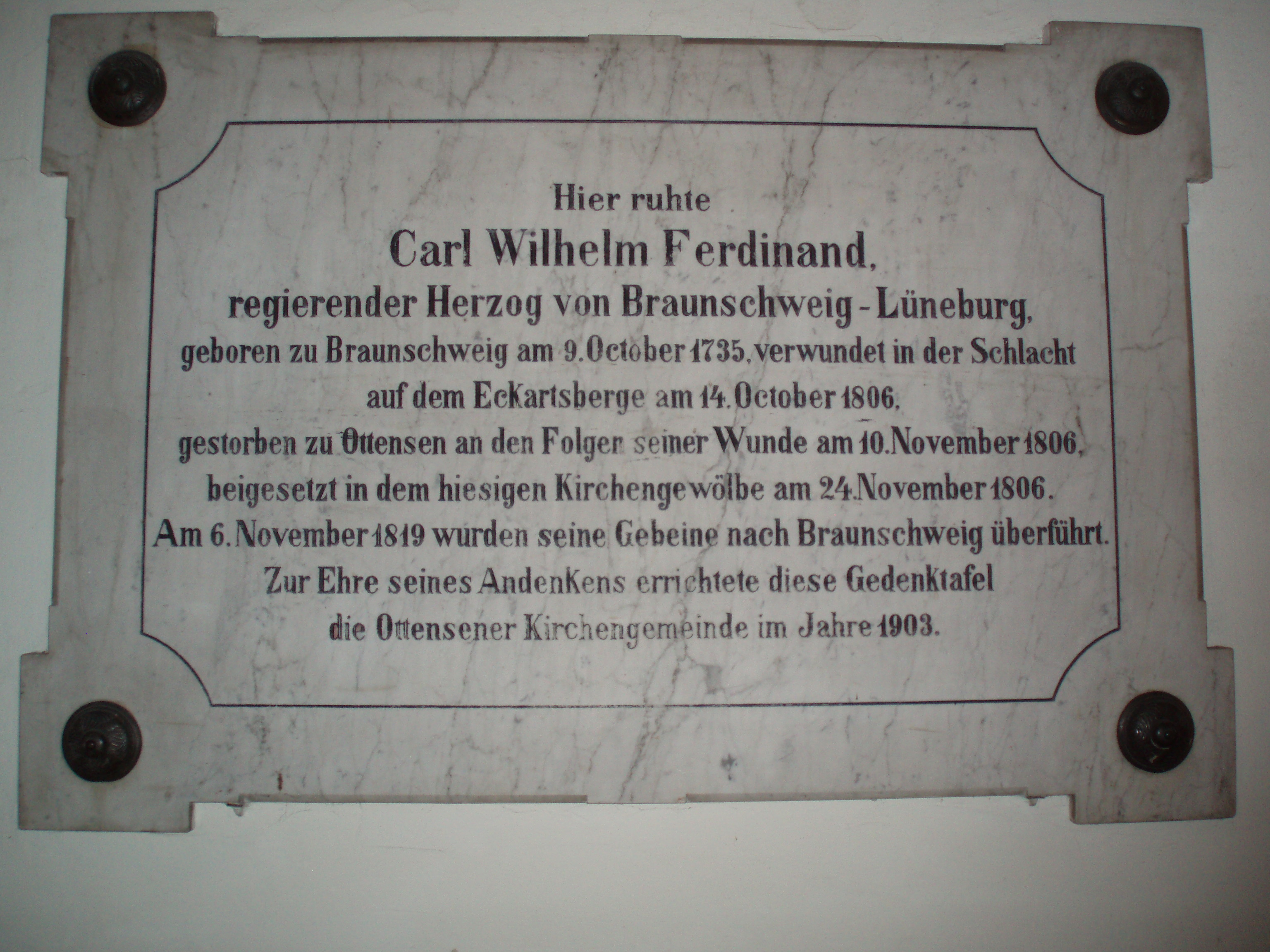
Epitáfio
Christianskirche Ottensen

Não foi tão bem sucedido contra o exército altamente motivado de cidadãos que encontrou em Valmy. Depois de ter conquistado Longwy e Verdun sem grande resistência, viu-se inesperadamente excedido em número em Valmy, voltou atrás com um mero conflito e abandonou a França. 
Quando contra-atacou os revolucionários franceses que invadiram a Alemanha em 1793, recapturou Mogúncia depois de um longo cerco, mas demitiu-se dos seus postos em 1794 em protesto contra a interferência do rei Frederico Guilherme II da Prússia.
Voltou a comandar o exército prussiano em 1806 durante a Guerra da Quarta Coligação, mas foi vencido pelo marechal de Napoleão, Davout, na Batalha de Jena. Durante a batalha foi atingido por um tiro de mosquete e perdeu ambos os olhos. Ferido mortalmente, o duque fugiu ao avanço das tropas francesas e morreu em Ottensen dois dias depois. O seu corpo foi levado para casa para ser enterrado no dia 10 de novembro de 1806.

## Descendência
| Nome                                                               | Nascimento             | Morte                  | Observações                                                        |
| ------------------------------------------------------------------ | ---------------------- | ---------------------- | ------------------------------------------------------------------ |
| Augusta de Brunsvique-Volfembutel                                  | 3 de dezembro de 1764  | 27 de setembro de 1788 | Casou-se com Frederico I de Württemberg; com descendência.         |
| Carlos Jorge de Brunsvique-Volfembutel                             | 8 de fevereiro de 1766 | 20 de setembro de 1806 | Casou-se com Luísa Guilhermina de Orange-Nassau; sem descendência. |
| Carolina de Brunsvique                                             | 17 de maio de 1768     | 7 de agosto de 1821    | Casou-se, em 1795, com Jorge IV do Reino Unido; com descendência.  |
| Jorge Guilherme de Brunsvique-Volfembutel                          | 27 de junho de 1769    | 16 de setembro de 1811 | Declarado inválido, foi excluído da linha de sucessão.             |
| Augusto de Brunsvique-Volfembutel                                  | 18 de agosto de 1770   | 18 de dezembro de 1822 | Declarado inválido, foi excluído da linha de sucessão.             |
| Frederico Guilherme, Duque de Brunsvique-Volfembutel               | 9 de outubro de 1771   | 16 de junho de 1815    | Casou-se, em 1802, com Maria de Baden; com descendência.           |
| Amélia Carolina Doroteia Luísa, Princesa de Brunsvique-Volfembutel | 22 de novembro de 1772 | 2 de abril de 1773     |                                                                    |